# Schneemäuse
Die Schneemäuse (Chionomys) sind eine Gattung der Säugetiere aus der Familie der Wühlmäuse. 

## Merkmale
Es handelt sich um vergleichsweise große Wühlmäuse mit einem langen Schwanz, der über 50 % der Kopf-Rumpf-Länge erreicht. Die Kopf-Rumpf-Länge beträgt 90–156 mm, die Schwanzlänge 50–108 mm, die Länge des Hinterfußes 17,0–27,0 mm und die Ohrlänge 13–20 mm. Die Tiere wiegen 29–78 g. Das Fell ist weich und fein, die Schnurrhaare sind mit mindestens 35 mm sehr lang. Die Weibchen besitzen vier Paare Milchdrüsen.

## Verbreitung und Lebensraum
Die Gattung ist auf die Gebirge der südwestlichen Paläarktis beschränkt, zwei der drei Arten sind im Kaukasus endemisch. Die Arten der Gattung sind an felsige Böden gebunden und kommen in Gebirgen ab 500 m bis in 4700 m Höhe vor, seltener auch in tieferen Lagen. 

## Systematik
Die Arten wurden früher zur Gattung Microtus gestellt, sind jedoch aufgrund fossiler Funde und genetischer Untersuchungen als eigene Gattung abgetrennt worden. Die Gattung umfasst drei Arten:
- Schneemaus (Chionomys nivalis), Gebirge im südlichen Europa und in Vorderasien bis Iran, auch in den Alpen
- Roberts Schneemaus (Chionomys roberti), westl. Kaukasus
- Kaukasus-Schneemaus (Chionomys gud), Kaukasus